# Умершие в ноябре 2010 года
Это список известных людей, соответствующих установленным критериям значимости (см. Википедия:Критерии значимости персоналий), умерших в ноябре 2010 года.
Причина смерти указывается лишь в исключительных случаях (убийство, самоубийство, гибель в результате военных действий, смертная казнь, ДТП или несчастные случаи). В остальных случаях — не указывается.

## Список

### 1 ноября
- Пресас, Эрнесто Амадор (65) — создатель стиля филиппинского боевого искусства Комбатан Арнис[1]
- Вехтер, Маркус (19) — немецкий хоккеист[2]
- Альцман, Клавдия Павловна (84) — генеральный директор ЗАО «Улан-Удэнская тонкосуконная мануфактура», Герой Социалистического Труда[3]
- Валеев, Диас Назихович (72) — татарский писатель[4]
- Кицак, Михай (82) — министр внутренних дел Румынии (1989—1990)[5],
- Корж, Алексей Александрович (86) — выдающийся советский, украинский врач, ортопед—травматолог.
- Литценбергер, Эд (78) — канадский хоккеист, четырёхкратный обладатель Кубка Стэнли[6]

### 2 ноября
- Баршай, Рудольф Борисович (86) — российский альтист и дирижёр[7]
- Круг, Херберт (73) — немецкий спортсмен-конник, Олимпийский чемпион Игр в Лос-Анджелесе (1984) в командной выездке[8]
- Пурбуев, Батомунко Пурбуевич (81) — бурятский писатель; несчастный случай[9]

### 3 ноября
- Абелинскас, Эдуард Юозович (44) — известный российский политолог, директор Института стратегического анализа и социального проектирования[10]
- Бок, Джерри (81) — американский композитор, автор музыки к мюзиклу «Скрипач на крыше»[11]
- Колвин, Билл (75) — канадский хоккеист, бронзовый призёр зимних Олимпийских игр в Кортина-д’Ампеццо (1956)[12]
- Мельникова, Ирина Николаевна (92) — советский и украинский историк. Доктор исторических наук, профессор, член-корреспондент АН УССР.
- Черномырдин, Виктор Степанович (72) — Председатель Правительства России (1992—1998)[13]

### 4 ноября
- Белоусов, Сергей Юрьевич (49) — лидер и основатель регги-группы «Комитет охраны тепла»[14]
- Пэунеску, Адриан (67) — румынский поэт[15]
- Бланшар, Эжени (114) — старейший человек Земли со 2 мая 2010[16]
- Качалко, Иван Елизарович (94) — полковник Советской Армии, участник Великой Отечественной войны, Герой Советского Союза.
- Кочетова, Любовь Кузминична (81) — первая чемпионка мира по велоспорту в индивидуальной гонке преследования, восьмикратная рекордсменка мира, заслуженный мастер спорта СССР, заслуженный тренер РСФСР[17]
- Никастро, Мишель (50) — американская актриса[18]
- Тинкхем, Майкл (82) — американский ученый-физик[19]

### 5 ноября
- Золотарёв, Юрий Николаевич (60) — воронежский художник, член Союза художников России[20]
- Верретт, Ширли (79) — американская певица, меццо-сопрано[21]
- Клейберг, Джилл (66) — американская актриса[22]
- Херрманн, Хайо (97) — немецкий пилот бомбардировочных и истребительных частей люфтваффе Второй мировой войны, оберст[23]
- Арошидзе, Юрий Васильевич (81) — волейболист и инженер, заслуженный мастер спорта СССР, Заслуженный машиностроитель Российской Федерации[24]
- Адриан Пэунеску (67) — румынский поэт, публицист и политический деятель.

### 6 ноября
- Айзард, Уолтер (91) — американский экономист и географ[25]
- Дариенко, Домникия Тимофеевна (91) — советская молдавская актриса, народная артистка СССР (1974)[26]
- Сиддхарта Шанкар Рей (90) — индийский политик, Министр просвещения Индии (1967—1972), глава правительства Западной Бенгалии (1972—1977), губернатор Пенджаба (1986—1989), Посол Индии в США (1992—1996)[27] Архивная копия от 10 ноября 2010 на Wayback Machine
- Тарасов, Савва Иванович (75) — народный поэт Республики Саха (Якутия)[28]
- Чо Мён Рок (82) — первый заместитель председателя Государственного комитета обороны КНДР (с 1998 года), вице-маршал КНДР; сердечное заболевание[29]

### 7 ноября
- Гайер, Светлана (87) — немецкая переводчица русского происхождения[30]
- Чабанов, Владимир Анатольевич (43) — начальник отдела тактической подготовки Управления боевой подготовки Сухопутных войск, участник Первой чеченской войны Герой Российской Федерации (1995)[31]

### 8 ноября
- Левин, Джек (95) — американский живописец и график[32]
- Массера, Эмилио Эдуардо (85) — аргентинский адмирал, член правящей хунты (1978—1983); инсульт[33]
- Савицкий, Михаил Андреевич (88) — белорусский художник, Герой Беларуси[34]

### 9 ноября
- Вайль, Борис Борисович (71) — российский писатель-диссидент[35]
- Кондратов, Эдуард Михайлович (76) — российский писатель и журналист[36]

### 10 ноября
- Волжский (Петров), Владимир (49) — Исполнитель шансона, один из первых лауреатов конкурса песни среди осуждённых «Калина Красная»[37]
- Де Лаурентис, Дино (91) — итальяно-американский кинопродюсер, обладатель премии «Оскар» им. Ирвинга Тальберга (2001)[38]
- Кутузов, Владимир Николаевич (89) — советский и российский звукорежиссёр.

### 11 ноября
- Бондаренко, Александр Павлович (88) — заведующий 3-м Европейским отделом МИД СССР (1971—1990), Чрезвычайный и Полномочный Посол в отставке[39]
- Васин, Валентин Петрович (87) — лётчик-испытатель, Герой Советского Союза (1957)[40]
- Кайдановский, Наум Львович (103) — один из основателей советской радиоастрономии, доктор физико-математических наук, главный научный сотрудник Института прикладной астрономии РАН[41]
- Мэри Осборн (99) — американская актриса, одна из последних звёзд немого кино[42]
- Эдвардс, Тони (78) — основатель и первый менеджер группы Deep Purple[43]
- Юшко, Герман Иванович (69) — заслуженный артист России, актер Центрального академического театра Российской армии[44]

### 12 ноября
- Бобак, Станислав (54) — польский спортсмен, прыгун с трамплина[45]
- Глазерсфельд, Эрнст фон (93) — американский философ, психолог, кибернетик[46]
- Гурецкий, Хенрик Миколай (76) — польский композитор[47]
- Тамшыбаева, Злиха Жанболатовна (74) — директор совхоза «Енбекши» Коксуского района Алматинской области (1971—2006), Герой Социалистического Труда[48]

### 13 ноября
- Берланга, Луис Гарсия (89) — испанский кинорежиссёр[49]
- Горбунов, Григорий Иванович (92) — советский и российский ученый-геолог, председатель Президиума Кольского филиала Академии наук СССР (1971—1985), член-корреспондент РАН[50]
- Дерковский, Олег Михайлович (71) — российский дипломат, Чрезвычайный и Полномочный Посол РФ в ОАЭ (1992—1997) и в Монголии (2000—2006)
- Сэндидж, Аллан Рекс (84) — американский астроном[51]

### 14 ноября
- Емышев, Валентин Алексеевич (81) — советский футболист и футбольный тренер Мастер спорта, двукратный чемпион СССР[52]

### 15 ноября
- Ван Бэй (24) — китайская певица, победительница шоу «Супер-девушка» — китайского аналога «Фабрики звёзд»; осложнения после пластической операции[53]
- Кирхнер, Андреас (57) — восточногерманский спортсмен-бобслеист, олимпийский чемпион Игр в Сараево (1984) в соревнованиях бобов-четверок[54]
- Пойяк, Имре (78) — венгерский борец, олимпийский чемпион Игр в Токио (1964) в греко-римской борьбе[55]
- Ротшильд, Курт (96) — австрийский экономист[56]
- Файнберг, Владимир Яковлевич (84) — советский и российский физик, член-корреспондент РАН (2000)[57]
- Эванс, Ларри (78) — американский шахматист, гроссмейстер (1957)[58]

### 16 ноября
- Елена Кравченко (47) — генеральный директор ОАО «Нижегородский машиностроительный завод».
- Кузнецов, Владимир Васильевич (86) — Заслуженный юрист РСФСР, прокурор Московской области (1972—1986)[59]
- Саву, Илие (90) — румынский футболист и тренер, главный тренер «Стяуа» (1954—1955), (1964—1967)[60]
- Ченс, Бриттон (97) — американский биофизик, один из создателей «полиграфа» и яхтсмен, олимпийский чемпион Игр в Хельсинки (1952)[61]

### 17 ноября
- Арсенишвили, Георгий Лонгинозович (68) — государственный министр Грузии (2000—2001)[62]
- Демков, Юрий Николаевич (84) — доктор физико-математических наук, профессор, заслуженный деятель науки РФ[63]
- Каро, Изабель (28) — французская модель, ставшая символом борьбы с анорексией; осложнение после ОРЗ[64]
- Колесников, Леонид Николаевич (73) — первый советский чемпион Европы по плаванию (Будапешт-1958, 200 м брассом), заслуженный мастер спорта СССР[65]
- Круглый, Лев Борисович (79) — советский актёр театра и кино[66]
- Родригес Барбоза, Олаво (87) — бразильский футболист[67]

### 18 ноября
- Кукоз, Фёдор Иванович (86) — советский учёный-химик, профессор, доктор технических наук, действительный член (академик) Международной академии наук Высшей школы.
- Марсден, Брайан (73) — английский астроном[68]
- Мора, Ирланда (71) — мексиканская актриса (Моя вторая мама, Просто Мария)[69]
- Рощин, Иван Илларионович (95) — советский и российский журналист и писатель.
- Стюарт, Гай (87) — канадский хоккеист, обладатель Кубка Стэнли (1942 и 1947) в составе Торонто Мейпл Лифс[70]

19 ноября
- Бёрнс, Пэт (58) — канадский хоккейный тренер, экс-наставник ряда ведущих клубов НХЛ («Монреаль», «Торонто», «Бостон» и «Нью-Джерси»)[71]

### 20 ноября
- Джонсон, Чалмерс (79) — американский писатель и почетный профессор Калифорнийского университета в Сан-Диего[72]
- Токмаков, Лев Алексеевич (82) — советский и российский художник-иллюстратор, народный художник России[73]

### 21 ноября
- Парвулеско, Жан (81) — французский геополитик[74]

### 22 ноября
- Гийомар, Жюльен (82) — французский актёр театра и кино[75]
- Наваррете Кортес, Урбано (90) — испанский кардинал, ректор Папского Григорианского Университета (1980—1994)[76]
- Феннер, Фрэнк (95) — австралийский учёный-вирусолог.
- Шакшин, Анатолий Дмитриевич (81) — советский нефтяник, бригадир бурильщиков Герой Социалистического Труда (1966)[77]

### 23 ноября
- Галковский, Михаил Фёдорович (68) — артист оперы, драматический тенор, заслуженный артист Белоруссии.
- Вольфганг Гельригль (69) — известный филателист, эксперт по почтовым маркам.
- Говард, Джойс (88) — британская актриса.
- Ивакин, Валентин Гаврилович (80) — советский футболист, вратарь команд ЦСКА (1955—1956), «Спартак» (Москва) (1957—1962), чемпион СССР (1958, 1962)[78]
- Ларинин, Андрей (51) — российский спортивный журналист и телекомментатор[79]
- Леднёв, Павел Серафимович (67) — советский пятиборец, двукратный олимпийский чемпион, шестикратный чемпион мира[80]
- Питт, Ингрид (настоящая фамилия Петрова) (73) — британская актриса, известная ролями в фильмах ужасов[81]

### 24 ноября
- Анохин, Алексей Иванович (63) — председатель Центрального совета Российской оборонной спортивно-технической организации (1991—2004), генерал-полковник в отставке[82]
- Кристоферсон, Питер (55) — британский музыкант (Throbbing Gristle, Coil)[83]
- Павлов, Игорь Васильевич (75) — инженер и промышленный деятель СССР.
- Хуан Хуа (97) — министр иностранных дел КНР (1976—1982)[84]

### и25 ноября
- Боголюбов, Михаил Николаевич (92) — советский и российский языковед-иранист, академик РАН[85]
- Ярослав Павуляк (62) — украинский поэт и общественный деятель.
- Погорелец, Иван Ефимович (83) — оператор главного поста управления стана горячей прокатки обжимного цеха № 2 Челябинского металлургического завода, Герой Социалистического Труда[86]
- Тохадзе, Гиви Максимович (88) — грузинский актёр театра и кино [www.kino-teatr.ru/kino/acter/m/sov/8188/bio/]

### 26 ноября
- Королюк, Прасковья Васильевна (71) — символ оранжевой революции (Баба Параска)[87]
- Мацоян, Степан Григорьевич (87) — армянский химик, академик Национальной академии наук Республики Армения, один из основоположников циклополимеризации[88]

### 27 ноября
- Агасьянц, Владислав Андроникович — тренер по волейболу в СССРи Украине. Заслуженный тренер Украины.
- Джурич, Миодраг (77) — французский художник-сюрреалист[89]
- Кузнецова, Нинель Фёдоровна (82) — советский учёный-правовед, криминолог, доктор юридических наук, профессор, лауреат Государственной премии СССР (1984)[90]

### 28 ноября
- Коэн, Сэмюэл (89) — американский физик, «отец» нейтронной бомбы[91]
- Маслаченко, Владимир Никитович (74) — советский футболист, заслуженный мастер спорта СССР, журналист, спортивный комментатор Чемпион СССР и Европы 1960[92]
- Нильсен, Лесли (84) — американский комедийный актёр[93]

### 29 ноября
- Андерс, Ирена (90) — польская актриса и певица, вдова польского генерала и политического деятеля Владислава Андерса[94]
- Андреев, Валерий Павлович (63) — российский и советский историк.
- Ахмадулина, Белла Ахатовна (73) — российский поэт, лауреат Государственной премии СССР (1989) и Государственной премии России (2004)[95]
- Голдмен, Ричард Н. (90) — американский политик и филантроп, учредитель международной экологической премии Goldman Environmental Prize («Зелёная нобелевка») (1990)[96]
- Кершнер, Ирвин (87) — американский кинорежиссёр[97]
- Моничелли, Марио (95) — итальянский комедиограф и режиссёр[98]
- Уилкс, Морис Винсент (97) — британский учёный в области компьютерных наук[99]

### 30 ноября
- Ковнацкая, Габриела (58) — польская актриса[100]
- Сатори, Имре (73) — венгерский футболист, бронзовый призёр Олимпийских игр в Риме (1960)[101]